# Еврорегион «Померания»
Еврорегион «Померания» (нем. Euroregion Pomerania) — еврорегион на северо-западе Польши, северо-востоке Германии и юго-западе Швеции.
Еврорегион был создан 15 декабря 1995 года первоначально на территории Польши и Германии. 26 февраля 1998 года к нему присоединилась Швеция. Еврорегион включает в себя некоторые районы немецких земель Мекленбург-Передняя Померания и Бранденбург, польское Западно-Поморское воеводство и шведскую провинцию Сконе.
Площадь еврорегиона составляет более 49 тыс. км²; население — около 3,9 млн человек.